# Рокицький Адам Аполлінарійович
Адам Аполлінарійович Рокицький гербу Рогаля (1846 — 20 липня 1925, Глещава (нині Теребовлянський район Тернопільська область) — український землевласник, брат матері відомого українського політичного діяча, історика, публіциста і теоретика українського консерватизму В'ячеслава Липинського.

## Походження
Адам Рокицький вважався спадкоємцем поширеної колись серед правобережного панства прихильності до окремішніх форм місцевого життя, яка в першій половині XIX століття виявлялась у так званій «балагульщині» і в «козакофільстві». В цій традиційній прив'язаності збереглися останні риси та сліди старої шляхетсько-української культури, стародавні форми життя. На перегони, полювання тощо Адам Рокицький, за свідченням знайомих, з'являвся на старомодних українських шарабанах та бричках, з типовою для України «балагульською» упряжжю, з прислугою, одягненою по-козацьки.
Рокицький любив одягати «славутську» українську бурку або шляхетську чамару.
| А був в ціх зовнішніх формах глибокий зміст: був в них цей окремий своєрідний тип щоденного життя, без якого не може бути ані окремої культури національної, ані сполученя в одну в культурно-національну цілість верхів і низів громадянства |.
За рахунок активної господарської діяльності Адам Рокицький добився процвітання свого маєтку. Він господарював сам, не користуючись послугами управителів та орендарів. Цей «освічений поміщик» став взірцем для наслідування В'ячеславом Липинським у господарюванні на землі, отриманій у дарунок.
У заповіті Адам Рокицький, будучи бездітним, відписав ділянку землі у рідному селі Русалівка В'ячеславові Липинському для закладення сільськогосподарської школи для селян.

## Вплив на діяльність В'ячеслава Липинського

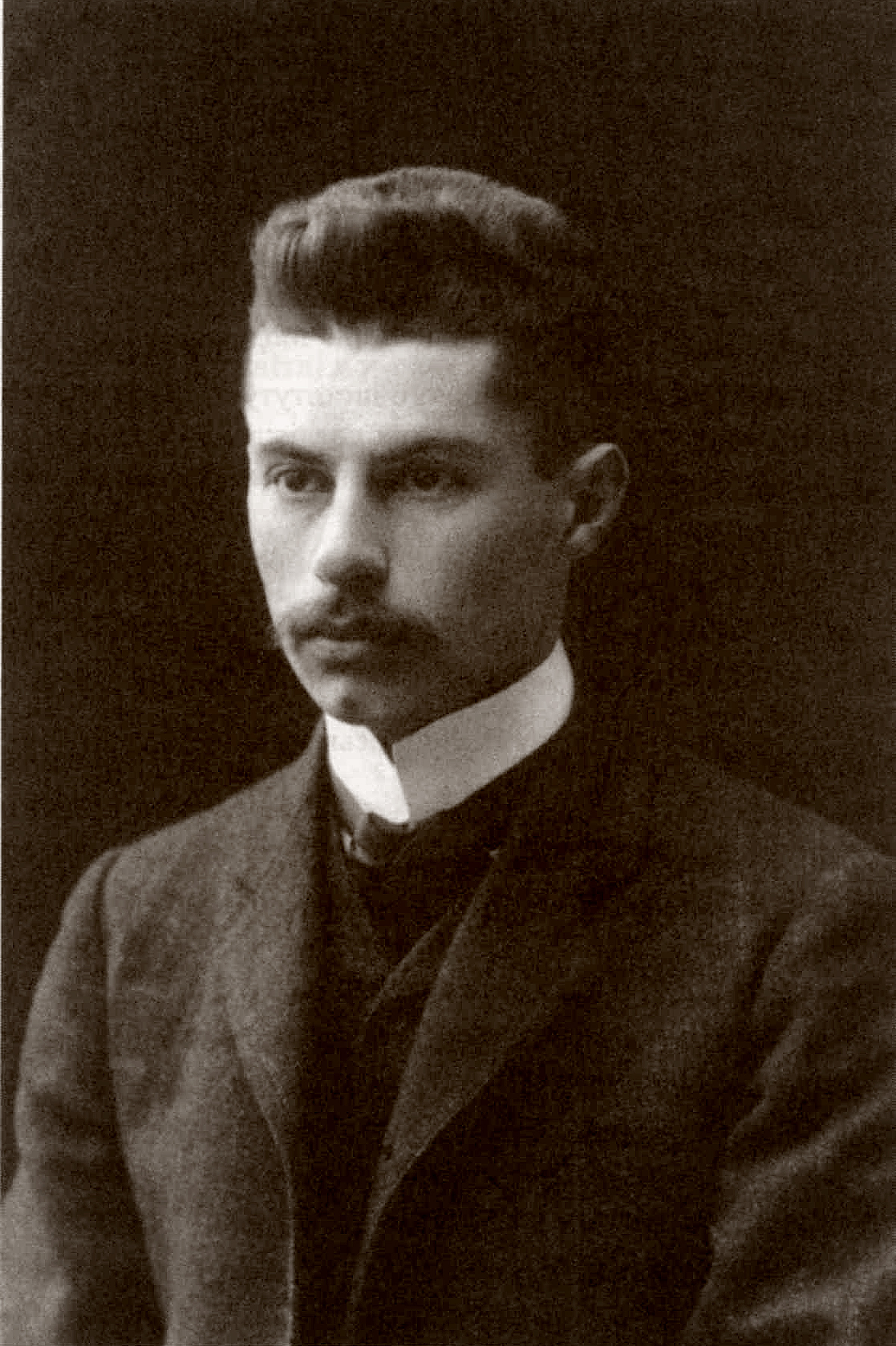
В'ячеслав Липинський у студентські роки

На думку Льва-Ростислава Біласа, Адам Рокицький відіграв вирішальну роль у формуванні національного самоусвідомлення свого сестринця. Завдяки йому молодий Липинський не лише дуже цікавився історією України і козацтва, а й «запалав до неї великою любов'ю».
Адам Рокицький часто гостював у Липинських і дуже любив первістка сестри, якому в подальшому подарував хутір Русалівські Чагарі на Уманщині поблизу свого маєтку Русалівка.

## Громадська діяльність
Рокицький приділяв чимало уваги місцевому громадському життю: брав досить активну участь у земстві, чільний член Умансько-Липовецького рільничого товариства, київської організації «Просвіта».
За словами графа Адама Монтрезора (сказані ним у некролозі), Адам Рокицький, належав до:

| старих типів українського правобережного шляхтича-пана, одного з цих представників нашої земельної верстви, що ціле життя присвятили невтомній, витривалій праці на землі, — праці, яка лягала в основу культури та загального добробуту цієї землі |.
З діда-прадіда поміщики зразка Адама Рокицького, зв'язавши свою «долю з долею своєї дідівщини», на відміну від колоністів, які звертають «серця і думки» у бік метрополії, черпали свою силу в любові до землі, на якій народилися і вкладали в неї свою працю.